# Hyperalonia erythrocephala
Hyperalonia erythrocephala är en tvåvingeart som först beskrevs av Fabricius 1805.  Hyperalonia erythrocephala ingår i släktet Hyperalonia och familjen svävflugor. Inga underarter finns listade i Catalogue of Life.